# لويس فالديز
لويس فالديز (بالإنجليزية: Luis Valdez) هو كاتب مسرحي وكاتب وكاتب سيناريو ومخرج وممثل أمريكي، ولد في 26 يونيو 1940 بديلانو في الولايات المتحدة. من الجوائز التي نالها الميدالية الوطنية للفنون سنة 2015 والجوائز الأميركية للكتاب سنة 2011.

## جوائز
- الميدالية الوطنية للفنون (2015)
- الجوائز الأميركية للكتاب (2011)

## وصلات خارجية
- لويس فالديز على موقع IMDb (الإنجليزية)
- لويس فالديز على موقع ألو سيني (الفرنسية)
- لويس فالديز على موقع أول موفي (الإنجليزية)
- لويس فالديز على موقع قاعدة بيانات برودواي على الإنترنت (الإنجليزية)
- لويس فالديز على موقع قاعدة بيانات الأفلام السويدية (السويدية)
- لويس فالديز على موقع قاعدة بيانات الفيلم (الإنجليزية)
- لويس فالديز على موقع كينوبويسك (الروسية)